# Ovivagina prolixa
Ovivagina prolixa là một loài bọ cánh cứng trong họ Elateridae. Loài này được Zhang miêu tả khoa học năm 1997.